# Шерегій Марія Іванівна
Марія Іванівна Шерегій (нар. 1949, тепер Іршавського району Закарпатської області) — українська радянська діячка, ланкова механізованої ланки садвинрадгоспу «Радянське Закарпаття» Іршавського району Закарпатської області. Депутат Верховної Ради УРСР 9—10-го скликань.

## Біографія
Освіта середня.
З 1965 року — колгоспниця, з 1970 року — ланкова колгоспу імені Шевченка Іршавського району, ланкова механізованої ланки садовинрадгоспу «Радянське Закарпаття» села Заріччя Іршавського району Закарпатської області.

## Нагороди
- ордени
- медалі